# Conversaciones con Goethe

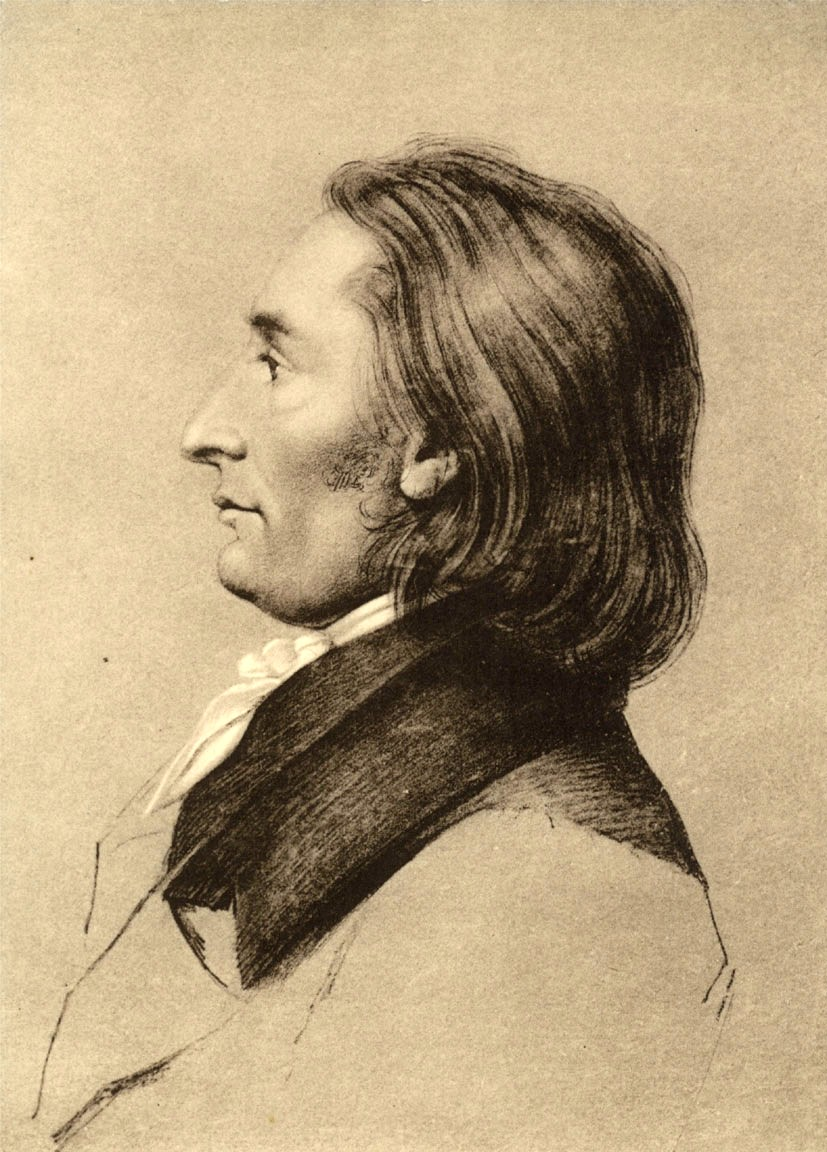
Johann Peter Eckermann

Conversaciones con Goethe (título completo: Conversaciones con Goethe en los últimos años de su vida, del original alemán Gespräche mit Goethe in den letzten Jahren seines Lebens) es un libro de conversaciones entre Goethe y su ayudante y discípulo Johann Peter Eckermann. 
Eckermann conoció a Goethe en 1823 tras enviarle su estudio sobre las contribuciones de este a la poesía. Luego de que Goethe examinara su obra y lo viera con agrado, le aconsejó a Eckermann trasladarse a la ciudad de Weimar, cerca de su vivienda, por el potencial de la misma para facilitar las conexiones interpersonales que necesitaría para su carrera, asegurándole que sin importar adonde fuera, siempre regresaría a Weimar. Eckermann accedió a lo que Goethe le propuso, y desde entonces vivió en la pequeña ciudad de Weimar donde le asistió como ayudante y satisfizo sus lujosas y salvajes pasiones por el teatro, la ornitología y el tiro al arco.
Estas conversaciones breves entre el maestro y el joven devoto, anotadas a modo de diario y recordadas con estilo clásico, alegre y cuidadoso son un resumen de los intereses y experiencias de Goethe durante los últimos años. En ellas encontramos sus opiniones y gustos artísticos y literarios de por entonces, su opinión sobre Byron, Schiller, Walter Scott y otros, la vida política y cultural en Alemania y Francia y hasta cierto punto un quién es quién de la época. Además, la rendida admiración de Goethe por Napoleón.
El libro está dividido en tres volúmenes. Los dos primeros parecen haber sido leídos y corregidos hasta cierto punto por Goethe. En estos habla principalmente él y dan la impresión de ser otra obra suya. En el último, publicado en 1848, Eckermann se toma más libertades e intenta reivindicar la figura del maestro en un periodo político y cultural turbulento; es una fusión entre los aburridos diarios del doctor Soret, funcionario y visitante asiduo de Goethe, y otros recuerdos más personales de Eckermann.
- Datos: Q2711853
- Multimedia: Gespräche mit Goethe / Q2711853